# Morning Morning!
『Morning Morning!』（モーニン・モーニン!）は、2023年2月13日から2025年3月28日までエフエム北海道（AIR-G'）で月曜から金曜の6:00 - 9:00に放送されていたラジオ番組。

## 概要
森基誉則の札幌市議会議員選挙出馬（当選）に伴い終了した「朝MORi」の後継番組として、元NHKアナウンサーの猪飼雄一をパーソナリティーに据えた情報番組。

## 主なコーナー
6時台
- スタートリクエスト（月・火・水・隔週木6:45） - 朝に聞きたい楽曲のリクエストを募集・紹介する。
- モニモニ法律事務所（隔週木曜6:45） - アディーレ法律事務所札幌支店の愛甲恵介弁護士とともに、身近なトラブルに関する法律解説を実施[2]。

7時代
- ONE MORNING（TOKYO FM制作 7:00 - 7:30）

8時台
- Yu-ichi's Eye - 曜日毎のテーマに沿って猪飼が気になる話題を紹介する。
  - 月曜：推しを学ぶ - 週替りで1本のアニメ・漫画などを紹介する。
  - 火曜
    - シネマランキング - 札幌シネマフロンティア・イオンシネマの映画観客動員ランキングを紹介。
    - ブックランキング - 紀伊國屋書店札幌本店の本売上ランキングを紹介。

  - 水曜：雄一の部屋 - スポーツなど猪飼の気になる旬な情報を紹介、最終水曜はラーメンをテーマとする。
  - 木曜：ゴマちゃん先生のカーメンテナンス講座 - 札幌地方自動車整備振興会の胡麻崎樹自動車整備士とともに自動車点検に関する話題を紹介する[3]。
  - 金曜：朝のおやつ - 偶数月は大丸札幌店の期間限定スイーツ、奇数月はスタッフおすすめのスイーツを紹介。